# Croton ambovombensis
Espèce
Croton ambovombensis est une espèce de plantes à fleurs du genre Croton et de la famille des Euphorbiaceae, originaire du sud ouest de Madagascar.
Synonymes : en 1788 Olof Peter Swartz crée Croton divaricatus qui est synonyme de Croton glandulosus. En 1939, ignorant qu'il existe déjà, Leandri créé aussi Croton divaricatus (ou Croton divaricata Leandri), comme ce n'est pas possible d'avoir un nom en doublon, en 1997 Radcl.-Sm. & Govaerts changent le nom du plus récent en Croton ambovombensis nom. nov.